# Reflektionsgitter
Reflektionsgitter är ett optiskt element med samma princip som diffraktionsgitter med den skillnaden att man studerar det ljus som reflekteras från gittret.
En CD kan fungera som ett sådant reflektionsgitter tack vare att den har spår som är mycket tätt belägna och har konstant inbördes avstånd.